# Miklós Bátori
Dans le nom hongrois Bátori Miklós, le nom de famille précède le prénom, mais cet article utilise l’ordre habituel en français Miklós Bátori, où le prénom précède le nom.
Miklós Bátori, nom de plume de Miklós Bajomi, est un écrivain catholique d'origine hongroise, né le 24 mars 1919, à Bátaszék en Hongrie et mort le 18 février 1992 à Trappes.

## Biographie
Miklós Bajomi publie en 1944 à Budapest son premier roman, Ingovány (littéralement : « Bourbier »), encore sous son nom d'état civil.
Il est fait prisonnier de guerre en France en 1945, et s'inscrit à la Sorbonne après sa libération. Il revient en Hongrie en janvier 1947 pour des raisons familiales, et fait alors ses études supérieures à Budapest. Il enseigne ensuite en province (de 1951 à 1956 dans un lycée technique de Győr où il est également directeur de l'internat). Il participe, à Budapest, à un groupe d'écrivains d'avant-garde.
Il fuit la Hongrie après l'écrasement de la révolution de 1956 et se réfugie à Paris. Il est membre du comité de rédaction de la revue littéraire et culturelle hongroise de Paris Ahogy Lehet, et écrit également dans d'autres journaux de l'émigration hongroise.
Il publie en hongrois à Cologne, en 1960, Kálvária (« (route du) Calvaire » d'après l'adresse de son lycée, en français Un étrange paradis), qui décrit l'époque où, professeur à Győr, il s'enfuit avec un groupe de catholiques persécutés par le pouvoir communiste, et en 1961, A halál a szőlőskertben (littéralement : « La mort dans le vignoble »), qui évoque l'effort des chrétiens pour retrouver, sous un régime hostile, la pureté de l'Église primitive. Ce dernier ouvrage, traduit et publié en français en 1965 sous le titre Le Vignoble des saints, obtient le grand prix catholique de littérature.
En 1963, son roman Les Briques raconte les derniers jours de la révolution hongroise.
En 1967, Les Va-nu-pieds de Dieu met en scène l'évangéliste Marc qui raconte ce qu'il a vu tout au long de sa vie.
Ses œuvres suivantes sont écrites directement en français.
Vers 1968, il est surveillant général et professeur de mathématiques à la Maîtrise de Montmartre, du temps où Christian de Chergé en était le directeur, puis surveillant général au lycée Saint-Louis-de-Gonzague. Il est alors connu sous le nom de « Monsieur Bajomi ».

## Œuvre
- Un étrange paradis, Plon, 1961 (traduit de (hu) Kálvária, Köln 1960)
- Les Briques, Robert Laffont, 1963 (traduit du manuscrit hongrois[9])
- Le Vignoble des saints, Robert Laffont, 1965 (traduit de (hu) A halál a szőlőskertben, Köln 1961 [lire en ligne]) Grand prix catholique de littérature.
- Les Va-nu-pieds de Dieu, Robert Laffont, 1967 (traduit du manuscrit hongrois[10]), prix Claire-Virenque de l’Académie française
- Le lièvre a pleuré, Robert Laffont, 1969
- La vie est un océan, Robert Laffont, 1973
- Bakfitty, Fayard, 1977
- Notre ami, Lazare (chronique), Le Cerf, 1983[5]